# Schleicher ASK 13
Schleicher ASK 13 este un planor cu două locuri tandem, de construcție mixtă, cu aripă mediană și ampenaj clasic, pentru școală și antrenament de zbor de performanță, construit de Allexander Schleicher.

## Istoric
ASK 13 a fost dezvoltat ca succesor al exemplarului extrem de reușit K 7. A fost construit într-un număr de 618 exemplare la Schleicher, până în 1980, iar alte 90 de bucăți au fost fabricate sub licență până în 1992.

## Construcție

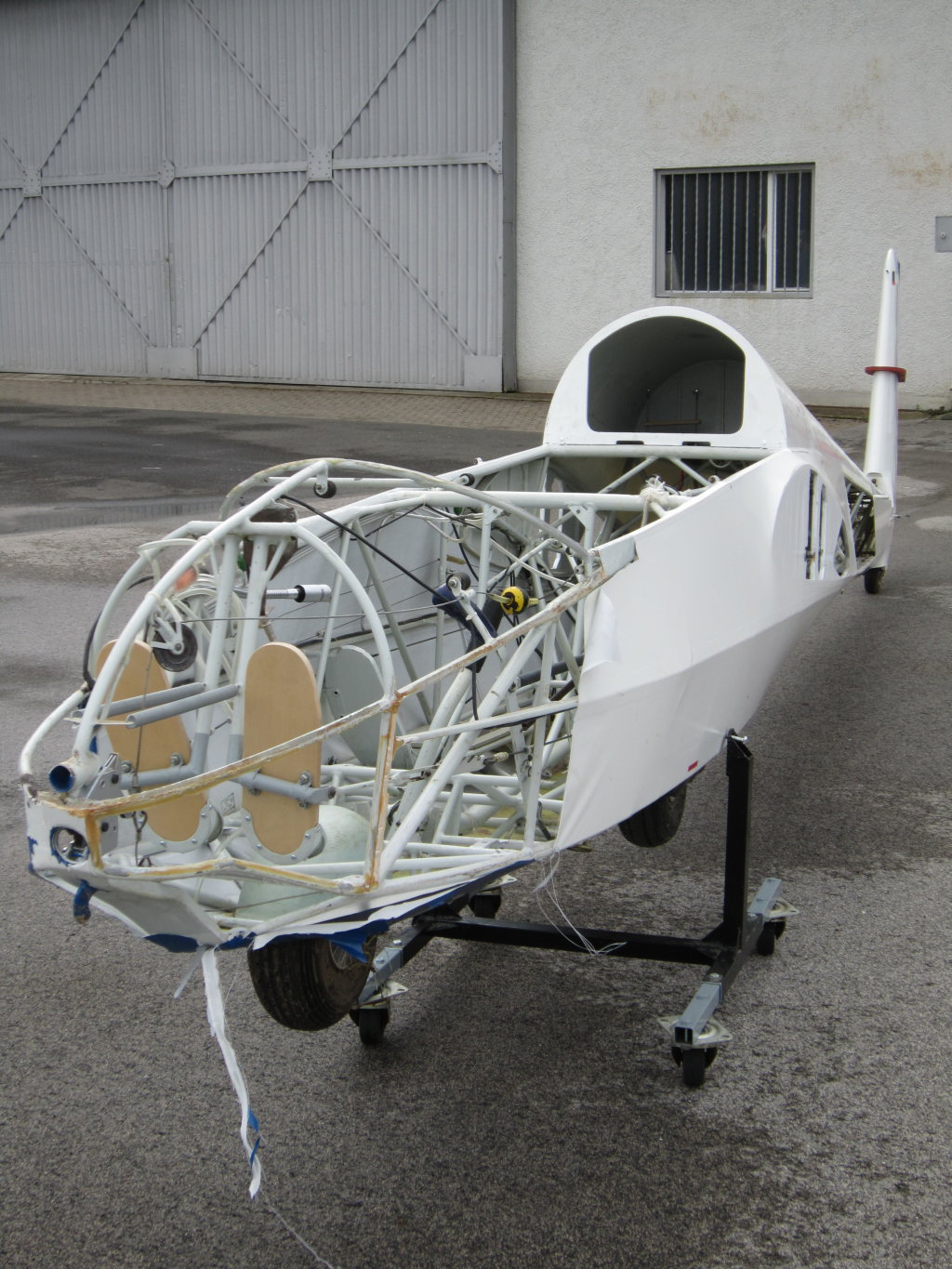
Fuzelajul din țevi sudate al unui ASK-13

ASK 13 este un planor cu aripă mediană. Fuzelajul are o structură sudată din țevi de oțel, cu lise de molid, ansamblu fiind acoperit cu pânză, cu excepția botului, care este din fibră de sticlă. Trenul de aterizare este cu amortizor, în combinație cu o bechie și o roată de bot. Cupola din plexiglas a cabinei este dintr-o singură bucată și permite, o vizibilitate excelentă și de pe locul din spate. Planorul menține, aceeași trimaj, indiferent dacă este zburat solo sau în dublu. 
În plus față de cuplajul obișnuit în centrul de greutate pentru remorcajul cu automosor, ASK 13 are un cuplaj în bot pentru remorcaj de avion. Cuplajul pentru centrul de greutate este montat în stânga patinei pentru a se ușura cuplarea cablului de remorcaj la mosor. Cu o greutate mai mică de 300 kg, ASK 13 este unul dintre cele mai ușoare planoare biloc.
Aripa și ampenajul sunt realizate din lemn, ampenajul orizontal este montat pe fuzelaj cu două bolțuri și un șurub, în fața derivei. Aripa cu săgeată negativă de 6°, este similară cu cea a lui K 7, dar are un profil modificat cu grosime mai mică în zona mijlocie și exterioară, în interiorul unui profil mixt de Gö 535 și Gö 549 (grosime 16%), în mijloc același profil (grosime 13,4 %) iar la extremitate, profil Gö 541 (grosime 11,3%). Drept urmare, finețe a putut fi îmbunătățită la 27 (K 7 = 25). 
Cutia de torsiune a bordului de atac este din placaj și întreaga aripă este acoperită cu pânză. Aripile sunt prevăzute cu frâne aerodinamice Schempp-Hirth metalice, atât pe extradosul cât pe și intradosul aripii, iar eleroanele din schelet de lemn sunt și ele acoperite cu pânză.
Ampenajul este acoperit cu placaj, cu excepția direcției din spatele derivei și a profundorului, care sunt acoperite cu pânză. 
Datorită construcției robuste și în mare măsură fără necesitate de întreținere, ASK 13, spre deosebire de alte biplane convenționale din epocă, cum ar fi SZD-9 Bocian sau L-13 Blanik, nu are limită de timp de funcționare, astfel încât există multe exemplarele cu peste 13.000 de ore de zbor și peste 50.000 Starturi.
Succesorul acestui model a fost planorul ASK-21.

## Caracteristici de zbor

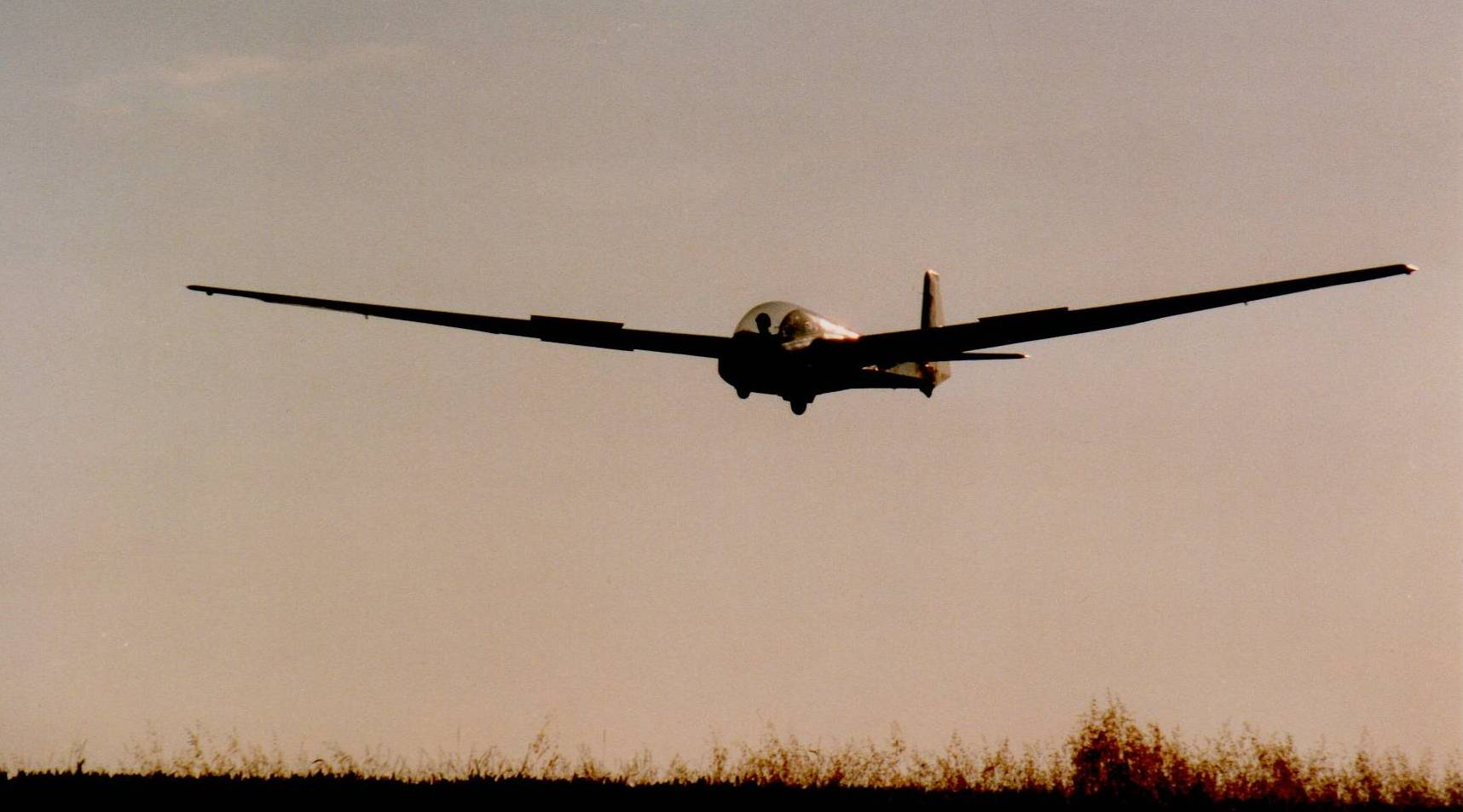
ASK 13 aterizează (terenul de zbor din Gerstetten)

ASK 13 este un planor extrem de bun, care spre deosebire de succesorul său, ASK 21, este capabil să se angajeze în vrie fără greutăți de plumb suplimentare. De aceea, este folosit și astăzi pentru instruirea în dublă comandă la antrenamentele de învățarea siguranței de zbor.
Începând cu iulie 1969, ASK 13 a fost aprobat pentru acrobație simplă (luping, ranversare, însă fără figuri abrupte, bruște, fără zbor pe spate).

## Date tehnice
Datele tehnice au fost preluate din Gudju, Construcții aeronautice românești 1905-1970 (ed. a II-a),  pp.296.
Caracteristici generale
- Echipaj: 2
- Anvergura: 16 m
- Lungime: 8,18 m
- Înălțimea: 1,6 m
- Suprafața aripii: 17,5 m²
- Diedrul aripii: ?°
- Săgeată negativă: 6°
- Alungirea aripii: 14,6
- Tren de aterizare: o roată principală, o roată bot, bechie
- Profilul aripii: Göttingen 535 / Gottingen 541, Aripă mediană, încastrată,
- Greutate gol: 296 kg
- Greutate cu echipaj: 480 kg
- Structură: lemn, fibră de sticlă și pânză

Performanțe
- Viteza de angajare: 53 km/h solo 57 km/h dublu
- Viteza maximă: 200 km/h
- Viteza maximă admisă în remorcare cu avion: 140 km/h
- Viteza maximă admisă în remorcare cu automosor: 120 km/h
- factor de sarcină max/min în configurație dublă comandă: +4.0 -2.0 la 140 km/h
- Finețe maximă: 27 la 85 km/h
- Viteza de coborâre : 0,75–0,80 m/s la 60–68 km/h
- Încărcătura alară: 21,70 kg/m2 la 85 kg. / 27,7 kg/m² la 190kg.